# دوري كرة القدم الغربي 1959–60
دوري كرة القدم الغربي 1959–60 (بالإنجليزية: 1959–60 Western Football League)‏ هو موسم من دوري كرة القدم الغربي ‏. فاز فيه نادي توركي يونايتد.